# 吉田亮
吉田 亮（よしだ りょう、1924年1月25日 - 2004年7月27日）は日本の医学者。専門は公衆衛生学。第9代千葉大学学長。
父は、元衆議院議員で協同乳業創業者の吉田正。

## 来歴
長野県生まれ。旧制千葉医科大学卒業。1957年母校講師を経て、1968年同教授、1984年医学部長、1988年学長を歴任し、1994年退官。
小児喘息の研究を土台に、公害問題にも取り組み、千葉県公害対策審議会会長、東京都複合大気汚染健康影響調査会会長などを歴任。公害健康被害補償法の原案作成に尽力した。著書に『大気汚染と気管支喘息』などがある。1999年勲二等旭日重光章受勲。